# Федерално управляеми племенни територии
Федерално управляеми племенни територии (ФУПТ) е името на една от двете федерални територии на Пакистан. Площта ѝ е 27 295 квадратни километра и население 4 996 556 души (по преброяване от март 2017 г.).. Намира се в часова зона UTC+5. Преобладаващата народност са пущуните, които са мюсюлмани по религиозни убеждения. Във ФУПТ населението живее предимно в селски райони и по този показател е на първо място от административните единици на Пакистан.